# Arpent

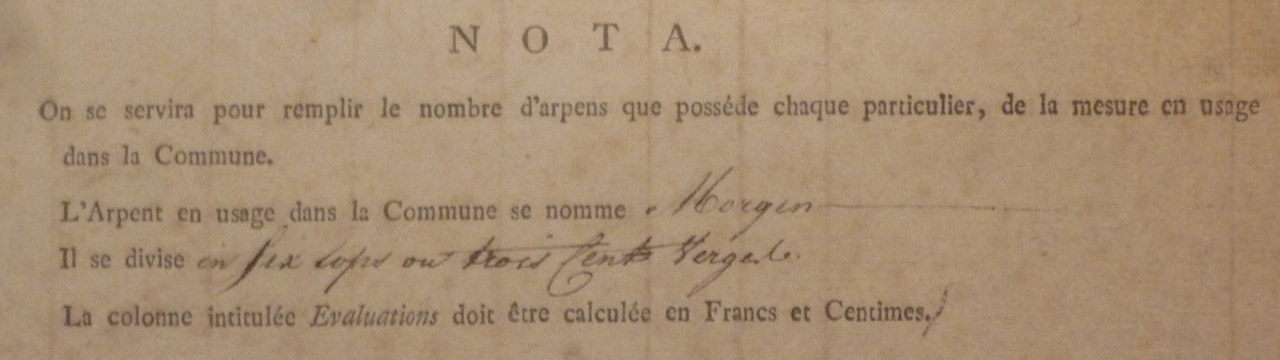
Instructie in grondbelastingregister

De arpent is een oude Franse lengtemaat maar de arpent komt ook als oppervlaktemaat voor.
In de bepalingen van de middeleeuwse Franse Orde van de Ster stond dat de ridders moesten zweren "nooit meer dan vier arpents terug te trekken maar liever zouden sterven of gevangenschap zouden riskeren". Hier is de arpent gebruikt als lengtemaat.
Een arpent was ongeveer 58,5 meter. Een vierkante arpent (een oppervlaktemaat van 58,5 meter bij 58,5 meter) komt overeen met de oude Nederlandse oppervlaktemaat "morgen". De Law Dictionary noemt de arpent een oppervlaktemaat waarvan "de omvang onzeker is". De Arpent werd voor het eerst in het Domesday Book vermeld. De omvang was soms "an acre," en soms slechts "half an acre". In een ander geval was het gelijk aan een "furlong".
In Louisiana werden de eenheden arpent en "acre" naast elkaar gebruikt maar een arpent is daar 192 bij 192 feet groot terwijl de acre iets groter dan 209 bij 209 feet meet.
Webster noemt de arpent een oude Franse maat die speciaal voor het opmeten van grond werd gebruikt. De arpent werd in Franstalige gebieden in Noord-Amerika gebruikt. Webster noemt het een oppervlaktemaat van "0,85 acre (0,34 hectare)". De arpent van 3418,89 vierkante meter is in Canada nog in gebruik.
De arpent werd gebruikt in Nederland en België bij historische grondtransacties waarbij eigendomsrechten in handen waren of kwamen van Franse adel of patriciaat. Bij de invoering van de grondbelasting werd in Eindhoven de arpent gebruikt voor alle grondeigenaren.